# Aclistothyra atlantica
Aclistothyra atlantica ist eine Muschel-Art aus der Familie der Galeommatidae. In Lebensstellung sind die beiden Klappen weit geöffnet.

## Merkmale
Die gleichklappigen Gehäuse haben eine Länge bis zu 11,4 mm (Holotyp!, ansonsten 6 bis 11 mm), bei einer Höhe von 5,6 mm (Holotyp). Sie sind nur gering ungleichseitig, die Wirbel sitzen nur knapp vor der Mittellinie. Die Gehäuse sind im Umriss annähernd halbmondförmig und seitlich eingeengt. Der Dorsalrand ist sehr lang und annähernd gerade. Der Vorderrand ist etwas enger gerundet als der Hinterrand. Der Hinterrand ist etwas weiter gerundet, dadurch ist die größte Höhe am Übergang Hinterrand zum Ventralrand. Der Ventralrand ist weit gerundet. Die Wirbel sind sehr klein und treten kaum hervor. Das Gehäuse ist im Leben an der Bauchseite weit offen. Auch im geschlossenen Zustand klafft es am Vorder- und Hinterende.
Das sehr kleine Ligament liegt intern auf dem flachen Resilifer (Ligamentträger). Die dorsalen Ränder werden durch Periostrakum-Material zusammen gehalten. Die Schlossplatte ist schmal und wird zur Mitte hin etwas breiter. Es sind keine Zähne vorhanden. Es sind zwei Schließmuskeln ausgebildet. Die Mantelmuskular bildet sich nicht in der Innenseite der Klappe ab.
Die weißliche Schale ist sehr zerbrechlich und durchscheinend. Die Ornamentierung besteht aus schwachen konzentrischen Anwachsstreifen. Die Oberfläche ist dicht punktat, die Punkte geben der Oberfläche ein körniges Aussehen.

## Geographische Verbreitung und Lebensraum
Die Art ist bisher nur aus Florida und Texas (USA) bekannt. Die wenigen Exemplare wurden in einer Wassertiefe von 18 bis 166 m unter Steinen gesammelt.
Der Holotyp wurde unter einem Kalkstein gefunden. Die beiden Klappen waren beim lebenden Tier in einem Winkel von etwa 130° geöffnet. 

## Taxonomie
Das Taxon wurde 1955 von Thomas McGinty publiziert. MolluscaBase akzeptiert das Taxon als gültig.